# エドゥアルド・アルテミエフ
エドゥアルド・ニコラエヴィチ・アルテミエフ（ロシア語: Эдуа́рд Никола́евич Арте́мьев, ラテン文字転写: Eduard Nikolayevitch Artemyev, 1937年11月30日 - 2022年12月29日）は、ロシアの作曲家。主にシンセサイザーを用いた電子音楽、映画音楽を手がけていた。

## 経歴
1937年、ノヴォシビルスク生まれ。家族はモスクワからの移住者で、7歳の時に両親と離れてモスクワに暮らす叔父の下に預けられる。最初の音楽的な教育をV. S.ポポフ記念ホロヴォド学校で受ける。その後はモスクワ音楽院に入学し、ユーリ・シャポーリンに師事して1960年に卒業。1960年にエフゲニー・ムズリン(Yevgeny Murzin)に出会い、世界初のシンセサイザー(ANSシンセサイザー)を知る。研究所のプログラマーとして働くと同時に、スクリャービン記念音楽スタジオで実験をし、合成音と電子音楽の合成に関する研究を行う。
1960年代から映画音楽で注目されはじめる。1961年に作曲家ヴァーノ・ムラデリの助言にしたがって映画『再会の夢』(ロシア語: Мечте навстречу)に音楽を提供。そこから150作品近くの映画やドキュメンタリーなどに音楽を提供している。著名な作品は1970年代のアンドレイ・タルコフスキー作品の音楽である。最後の作品はニキータ・ミハルコフの映画『チョコレート・レボルバー』(ロシア語: Шоколадный Револьвер)で、その後作曲活動を辞めている。モスクワ文化大学名誉教授。
2022年12月29日、モスクワにて肺炎の合併症の為死去。

## 作曲作品について
- 著名な作品は1970年代に制作したアンドレイ・タルコフスキー監督の映画『惑星ソラリス』『鏡』『ストーカー』の音楽であり、またモスクワ・オリンピック（1980年）のテーマ曲である。
- サウンドトラック作品ではソビエト製であるANSシンセサイザーを用いており、ソビエトにおける電子音楽の祖とされている。

## 家族
- 息子：アルテミー・アルテミエフ(Artemiy Artemiev)も電子音楽の作曲家。

## 作品
- 1979年 - Siberiade
- 1980年 - Метаморфозы (Metamorfozy)
- 1984年 - Картины-Настроения (Kartiny-Nactroeniya)
- 1984年 - Ода Доброму Вестнику (Oda dobromu vectniku)
- 1985年 - Warmth of Earth Тепло Земли
- 1990年 - Solaris, The Mirror, Stalker　[日本・WAVE盤]
- 1991年 - Urga
- 1992年 - The Inner Circle
- 1994年 - Soleil Trompeur
- 1995年 - Территория Любви (Territoriya lyubvi)
- 1998年 - The Odyssey
- 1999年 - Archive Tapes Synthesizer ANS 1964-1971
- 1999年 - The Barber Of Siberia
- 2000年 - A Book of Impressions
- 2002年 - Three Odes
- 2004年 - Водитель Для Веры, Мама (Boditel' dlya Very/ヴェーラの運転手)
- 2005年 - Shadows Of A Theater
- 2006年 - Доктор Живаго (Doktor Zivago/ドクトル・ジバゴ)
- 2007年 - Преступление и Наказание (Prestuplenie i nakazanie/罪と罰)
- 2010年 - Invitation to Reminiscences
- 2014年 - Солнечный удар（邦題：サンストローク ロマノフ王朝の滅亡）